# てらそままさき
てらそま まさき（1962年5月8日 - ）は、日本の俳優、声優。兵庫県西宮市出生、大阪府出身。マウスプロモーション所属。
本名は寺杣 昌紀（芸名としても使用していたが、今でも声優業以外で出演する場合で使用。後述）、旧芸名はてらそま 昌紀。どちらも読みは同じである。
代表作は座・新劇『村岡伊平治伝』の村岡伊平治、『仮面ライダー電王』のキンタロス、海外ドラマ『ER緊急救命室』のルカ・コバッチュなど。

## 来歴
元々はスポーツ好きで体育教師を志望しており、学校の教師からも「自分の後を継いでくれ」のように言われていたという。映画好きの4歳上の兄の影響と、小学生の頃から洋画が好きであり、「撮るほうをやってみたい」という憧れがあったという。その後、高校時代に「そういうものがやりたいのなら舞台ぐらいは観ておかなきゃな」と思って、つかこうへいの舞台を観劇したのがきっかけで方向転換したという。桐朋学園大学短期大学部卒業後、劇団俳優座に所属。1984年『Wの悲劇』で映画デビュー。その後、『Wの悲劇』のメガホンを取った澤井信一郎や、高校時代から懇意にしていた堀川弘通の監督作品の常連となり、現在も各種ドラマでのバイプレーヤーとして活躍している。
現在は声優としても活躍している。プロデューサーの堀長文のほうに、「今までの流れと違う人を使ってみたい」という考えがあり、劇団俳優座を通して、「オーディションテープを作ってくれ」という依頼があった。その時のテープに声を入れて聴いて選んでもらった声優デビュー作である1987年の『仮面ライダーBLACK』でシャドームーンの声を担当し注目されたが、その後は東映制作の特撮ドラマ以外では声優での仕事は少なかった。本格的に声優活動も行うようになったのは1999年に俳優座を離れてからである。主に洋画吹き替えを担当することが多いが、アニメやナレーションなどにも出演している。
劇団俳優座、オフィスPSCを経て2003年よりマウスプロモーションに所属。
2008年、第2回声優アワードでシナジー賞（『仮面ライダー電王』）を受賞。
芸名を変えた理由は「（杣という字が読みにくかったので）読みやすい方がいいかなと思った」ことによる。ただし、声のみの出演以外では漢字の寺杣 昌紀を使う。

## 人物・特色
声種はテノール。
俳優としては、舞台、テレビドラマ、映画に出演している。
声優としては、渋く、深みのある声で洋画の吹き替え、アニメに多数出演している。
甘くさわやかな二枚目役を演じる。
スポーツは観戦も実際にプレーするのも共に好きで、観戦ではプロ野球阪神タイガースのファンを自認。本人は高校時代にバレーボールをプレーしていた。
妻は22歳の時に結婚した桐朋学園の先輩。長女はコンテンポラリーダンサー・振付家の寺杣彩。「マロン」という名の雌のマルチーズを飼っている。
方言は大阪弁、和歌山弁。
趣味・特技は殺陣、乗馬。
嫌いな食べ物は寿司。

## エピソード
『仮面ライダー電王』でのキンタロスは関西弁の設定であるが、てらそま自身が大阪府出身のためにネイティブの大阪弁でアテレコを行っている。ただし、関西弁≠大阪弁であるため、そのままの大阪弁を用いているわけではない。たとえば「泣ける」ことを表す、実際の大阪弁では「泣けんで」のようになることもある表現は、非関西弁話者が誤って「泣けない」という意味に解釈する可能性があることから、誤解を避けるために「泣けるで」というように撥音便を用いない表現に置き換えられている。

## 出演
太字はメインキャラクター。

### テレビアニメ
2001年
- 旋風の用心棒（黒木）

2002年
- 東京アンダーグラウンド（白龍）

2003年
- D・N・ANGEL（丹羽小助）

2004年
- 犬夜叉（2004年 - 2009年、御霊丸、魍魎丸） - 2シリーズ
- 今日からマ王!（2004年 - 2008年、フォングランツ卿アーダルベルト） - 3シリーズ
- サムライガン（勝海舟）
- SAMURAI 7（カンベエ）
- 火の鳥（天の弓彦）
- MADLAX（マクレー）
- 焼きたて!!ジャぱん（河内恭太郎）

2005年
- ギャラリーフェイク（菊島秋雄）
- 魔法先生ネギま!（近衛詠春）
- ツバサ・クロニクル（グロサム）

2006年
- 蒼天の拳（潘光琳）
- サルゲッチュ 〜オンエアー〜（ピポトロンJ）
- TOKKO 特公（白石技官）
- NANA（東医師）
- NARUTO -ナルト-（レンガ）
- バーテンダー（神嶋の上司）
- BLACK LAGOON The Second Barrage（ラッセル）
- 落語天女おゆい（平賀源内）

2007年
- 大江戸ロケット（天天、水野忠邦）
- 風のスティグマ（神凪重悟）
- シグルイ（檜垣陣五郎）
- 天保異聞 妖奇士（市野賢了）
- D.Gray-man（ビットリオ）
- Devil May Cry（アイザック）
- ポケモン不思議のダンジョン 時の探検隊・闇の探検隊（ジュプトル）
- Myself ; Yourself（刑事）
- MOONLIGHT MILE（マイク・ブライアン大尉）

2008年
- カイバ（リベラ）
- GUNSLINGER GIRL -IL TEATRINO-（ロレンフォ2課長）
- ケロロ軍曹（サガシテー星人）
- ゴルゴ13（ボブ・スティングナー）
- ドルアーガの塔（2008年 - 2009年、ケルブ） - 2シリーズ
- NARUTO -ナルト- 疾風伝（飛段）
- ポケットモンスター ダイヤモンド&パール（2008年 - 2010年、依頼主、ハンサム）
- ワールド・デストラクション 〜世界撲滅の六人〜（リガレット）

2009年
- アラド戦記〜スラップアップパーティー〜（ジグハルト）
- 銀魂（謎の人）
- グイン・サーガ（ヴァーノン）
- 屍姫 玄（梅原鉦近）
- 蒼天航路（袁紹）
- ねぎぼうずのあさたろう（朝掘武之進）
- 鋼の錬金術師 FULLMETAL ALCHEMIST（ユーリ・ロックベル、ゲルトナー）
- ポケモン不思議のダンジョン 空の探検隊 時と闇をめぐる最後の冒険（ジュプトル）

2010年
- 戦う司書 The Book of Bantorra（マキア＝デキシアート）
- テガミバチ（ベルーシ）
- デジモンクロスウォーズ（2010年 - 2011年、ナイトモン） - 2シリーズ
- メタルファイト ベイブレード シリーズ（2010年 - 2011年、スティール） - 2シリーズ
- RAINBOW-二舎六房の七人-（有藤）

2011年
- UN-GO（不破重次郎）
- ウルヴァリン（浅野徹心）
- STEINS;GATE（2011年 - 2018年、天王寺裕吾） - 2シリーズ
- NO.6（力河）
- プリティーリズム・オーロラドリーム（スティーブン）
- ポケットモンスター ベストウイッシュ（2011年 - 2013年、シャガ、ハンサム） - 2シリーズ + スペシャル1作品
- ラストエグザイル-銀翼のファム-（オラフ、連邦軍手長）
- ONE PIECE（2011年 - 2024年、カリブー）

2012年
- あらしのよるに 〜ひみつのともだち〜（ガルル）
- 坂道のアポロン（薫の父）
- スマイルプリキュア!（日野大悟）
- ZETMAN（エビエボル）
- ダンボール戦機W（オーウェン・カイオス、アナウンサー）
- トリコ（三虎）
- NARUTO -ナルト- SD ロック・リーの青春フルパワー忍伝（飛段）
- 這いよれ! ニャル子さん（ナレーション）

2013年
- 義風堂々!! 兼続と慶次（上杉謙信）
- 進撃の巨人（2013年 - 2018年、ペトラ父、サネス） - 2シリーズ
- たまごっち! シリーズ（2013年 - 2014年、ゆめパパっち） - 2シリーズ
- はじめの一歩 Rising（幕之内一男）
- ビーストサーガ（ウルフェン）
- ビビッドレッド・オペレーション（一色健次郎）
- BROTHERS CONFLICT（日向麟太郎）
- BLAZBLUE ALTER MEMORY（獣兵衛）
- ログ・ホライズン（2013年 - 2021年、ロデリック） - 3シリーズ

2014年
- 世界征服〜謀略のズヴィズダー〜（ナレーション、男）
- 曇天に笑う（佐々木清綱）
- Fate/stay night [Unlimited Blade Works]（葛木宗一郎） - 2シリーズ

2015年
- うしおととら（厚沢恭治）
- 蒼穹のファフナー EXODUS（イアン・カンプ）
- デュエル・マスターズ VSR（デュエにゃんこ）
- FAIRY TAIL（トラフザー）

2016年
- タイガーマスクW（2016年 - 2017年、永田裕志）
- テイルズ オブ ゼスティリア ザ クロス（ドレイク）
- B-PROJECT〜鼓動*アンビシャス〜（カメラマン）
- 不機嫌なモノノケ庵（マンジロウ）
- マクロスΔ（グラミア・ネーリッヒ・ウィンダミア）
- ラクエンロジック（ゼラ・ガリバーストーン）

2017年
- ALL OUT!!（富江裕次郎）
- 青の祓魔師 京都不浄王篇（宝生蟒）
- 鬼平（松岡重兵衛）
- 魔法陣グルグル（モンク、魔除け人形）
- 結城友奈は勇者である -鷲尾須美の章-
- スナックワールド（パトローラー）
- いぬやしき（松原 父）
- 血界戦線 & BEYOND（アラン・フォスター）
- キノの旅 -the Beautiful World- the Animated Series（偉い人）
- 牙狼〈GARO〉-VANISHING LINE-（マシュー）

2018年
- 宇宙よりも遠い場所（迎千秋）
- キャプテン翼（第4作）（2018年 - 2024年、大空広大） - 2シリーズ
- 若おかみは小学生!（蓑田康之介〈康さん〉）
- 斉木楠雄のΨ難（目良浄）
- ゴールデンカムイ（2018年 - 2022年、キロランケ） - 4シリーズ
- フルメタル・パニック! Invisible Victory（ヴィルヘルム・カスパー）
- オーバーロードIII（ゴブリン軍師）
- カードファイト!! ヴァンガード（レンの父）
- からくりサーカス（2018年 - 2019年、レイフ・バンハート、カール・シュナージー）
- 逆転裁判 〜その「真実」、異議あり!〜（ハブリー・リッチナンデ）

2019年
- revisions リヴィジョンズ（黒岩亮平）
- 鬼滅の刃（三郎）
- ゾイドワイルド（コンブ）
- 消滅都市（ケイゴ）
- 彼方のアストラ（マルコ・エスポジト）
- BEM（裁判長）

2020年
- 名探偵コナン（遠山銀司郎〈3代目〉）
- かくしごと（公安A）
- 魔王学院の不適合者 〜史上最強の魔王の始祖、転生して子孫たちの学校へ通う〜（エウゴ・ラ・ラヴィアズ）
- 憂国のモリアーティ（アーグルトン）
- 魔女の旅々（エミルの父）
- 池袋ウエストゲートパーク（久野俊樹）

2021年
- クレヨンしんちゃん（『シリつ探偵しんのすけの事件ファイル』ナレーション）
- Fairy蘭丸〜あなたの心お助けします〜（うるう父）
- 86-エイティシックス-（ヴァーツラフ・ミリーゼ、ノゥ・フェイス） - 2シリーズ
- ドラゴン、家を買う。（カトブレパス）
- ポケットモンスター（シャガ）
- ふしぎ駄菓子屋 銭天堂（篤の父）
- 100万の命の上に俺は立っている（アォユー祖父）
- ピーチボーイリバーサイド（エルフ族長）
- 白い砂のアクアトープ（星野晃）
- 月とライカと吸血姫（ヴィクトール中将）
- 境界戦機（2021年 - 2022年、熊井ゴウケン） - 2シリーズ

2022年
- 怪人開発部の黒井津さん（クラーケン）
- ルパン三世 PART6（ラガーフェルド）
- それでも歩は寄せてくる（店長）
- 忍の一時（伴鳳扇）

2023年
- 老後に備えて異世界で8万枚の金貨を貯めます（テュルク男爵）
- 解雇された暗黒兵士（30代）のスローなセカンドライフ（グランバーザ）
- 虚構推理 Season2（藤沼耕也）
- 異世界でチート能力を手にした俺は、現実世界をも無双する〜レベルアップは人生を変えた〜（オーウェン）
- 【推しの子】（2023年 - 2024年、鏑木勝也） - 2シリーズ
- 異世界はスマートフォンとともに。2（リグ・リーク・リーフリース）
- 逃走中 グレートミッション（松之丞）
- 無職転生 II 〜異世界行ったら本気だす〜（ピレモン・ノトス・グレイラット）
- 聖者無双〜サラリーマン、異世界で生き残るために歩む道〜（グランハルト）
- お嬢と番犬くん（瀬名垣太助）
- るろうに剣心 -明治剣客浪漫譚- (2023)（前川宮内）
- 聖女の魔力は万能です（ヘルムート・ホーク辺境伯）
- 帰還者の魔法は特別です（クライケン）

2024年
- 治癒魔法の間違った使い方（シグルス）
- 最弱テイマーはゴミ拾いの旅を始めました。（セイゼルク）
- じいさんばあさん若返る（五十嵐兵助）
- オーイ!とんぼ（とんぼの父）
- バーテンダー 神のグラス（山之内）
- 転生貴族、鑑定スキルで成り上がる（ルメイル・パイレス） - 2シリーズ
- 戦国妖狐 千魔混沌編（松永久秀）
- ダンジョンの中のひと（ギルドマスター）
- さようなら竜生、こんにちは人生（ゴラオン）
- 株式会社マジルミエ（大臣、柴藤厚生労働大臣）
- ポケットモンスター（オヤジ）
- BLEACH 千年血戦篇-相剋譚-（京楽春山）

2025年
- BanG Dream! Ave Mujica（豊川定治）
- いずれ最強の錬金術師?（ゴドウィン）
- トリリオンゲーム（皇）
- 紫雲寺家の子供たち（紫雲寺要、ナレーション）
- 完璧すぎて可愛げがないと婚約破棄された聖女は隣国に売られる（パルナコルタ王）
- ウマ娘 シンデレラグレイ（おっちゃん）

### 劇場アニメ
2004年
- イノセンス（アズマ）

2006年
- 劇場版 どうぶつの森（アポロ）

2007年
- キノの旅 -the Beautiful World- 病気の国 -For You-（コール中尉）
- 真救世主伝説 北斗の拳 ラオウ伝 激闘の章（バルガ）
- ふるさと-JAPAN（滝井先生）

2010年
- 蒼穹のファフナー HEAVEN AND EARTH（イアン・カンプ）

2011年
- キズナ一撃（轟ゴール）
- とある飛空士への追憶（ディエゴ・デル・モラル）
- 劇場版 NARUTO -ナルト- ブラッド・プリズン（無為）

2012年
- 映画 スマイルプリキュア! 絵本の中はみんなチグハグ!（魔王）
- 劇場版NARUTO-ナルト- ロード・トゥ・ニンジャ（飛段）
- 009 RE:CYBORG（原子力潜水艦・副艦長）
- チベット犬物語 〜金色のドージェ〜（ガワン）
- BUTA（ブタ）

2013年
- 劇場版 STEINS;GATE 負荷領域のデジャヴ（天王寺裕吾）

2015年
- 攻殻機動隊 新劇場版（桑原）
- Wake Up, Girls! Beyond the Bottom（菜々美の父）

2016年
- 君の名は。（宮水俊樹）
- CYBORG009 CALL OF JUSTICE（ティーチャー / エドワード・ヒギンス）

2017年
- 劇場版 Fate/stay night [Heaven's Feel] I.presage flower（葛木宗一郎）
- 宇宙戦艦ヤマト2202 愛の戦士たち（ローレン・バレル）
- 結城友奈は勇者である -鷲尾須美の章- 第1章・第3章 - 2作品
- 名探偵コナン から紅の恋歌（遠山銀司郎）
- COCOLORS（ギドク）

2018年
- 若おかみは小学生!（蓑田康之介〈康さん〉）
- 機動戦士ガンダムNT（モナハン・バハロ）

2019年
- 劇場版 幼女戦記（ヨドーク・ホーフェン）
- PSYCHO-PASS サイコパス Sinners of the System Case.2「First Guardian」（大友逸樹）
- 映画コラショの海底わくわく大冒険!

2020年
- ジョゼと虎と魚たち（医師）

2021年
- フラ・フラダンス（社長、学院長）

2023年
- 金の国 水の国（オドゥニ・オルドゥ）

2024年
- 僕のヒーローアカデミア THE MOVIE ユアネクスト（ブルーノ・ゴリーニ）

### OVA
2004年
- 王ドロボウJING in Seventh Heaven 2（ブータオ）

2005年
- サクラ大戦 ル・ヌーヴォー・巴里（ドン・ジョバンニ）

2007年
- 今日からマ王! R（フォングランツ卿アーダルベルト）
- ツバサ TOKYO REVELATIONS（飛王・リード）

2008年
- 仮面ライダー電王 コレクションDVD「イマジンあにめ」（キンタロス）
- 仮面ライダー電王 コレクションDVD「イマジンあにめ2」（キンタロス）
- 機動戦士ガンダム MS IGLOO 2 重力戦線（ベン・バーバリー中尉）

2009年
- ツバサ 春雷記（飛王・リード）
- 独白するユニバーサル横メルカトル Egg Man（卵男〈エッグマン〉）

2010年
- 仮面ライダー電王 コレクションDVD「イマジンあにめ3」（キンタロス）

2015年
- ストライクウィッチーズ Operation Victory Arrow vol.2 エーゲ海の女神（エルンスト・ロンメル）

2016年
- TRICKSTER -江戸川乱歩「少年探偵団」より-（ケイン）

2019年
- ゴールデンカムイ（キロランケ） - コミックスアニメ第17巻・第19巻DVD同梱版
- 蒼穹のファフナー THE BEYOND（2019年 - 2020年、イアン・カンプ）

2020年
- 転生したらスライムだった件（グラトル） - 漫画版第14 - 16巻OAD付き限定版

### Webアニメ
2013年
- もうひとつの未来を。（山岡所長）

2015年
- ニンジャスレイヤー フロムアニメイシヨン（ビホルダー）

2016年
- マウスどうぶつえん（2016年 - 、トラのまさき）

2018年
- 衛宮さんちの今日のごはん（葛木宗一郎）

2019年
- 無限の住人-IMMORTAL-（島田）

2020年
- マウスどうぶつえん名作劇場（トラのまさき）
- 攻殻機動隊 SAC_2045（空挺部隊）
- 日本沈没2020（武藤航一郎）

2021年
- スター・ウォーズ：ビジョンズ
  - The Duel（ローニン）

2023年
- スーパードラゴンボールヒーローズ プロモーションCGムービー（2023年 - 2024年、オゾット、クロノア〈オゾット〉）

### ゲーム
- BLAZBLUEシリーズ（獣兵衛）

2005年
- 天地の門（ゲンラ）
- 義経紀（木曽義仲）

2006年
- SAMURAI 7（カンベエ）
- ファイナルファンタジーXII（ウォースラ）

2007年
- アルトネリコ2 世界に響く少女たちの創造詩（レグリス・ブランシェスカ）
- ジェットインパルス（アレン・ラフロア、クルツヴァール）
- Microsoft Flight Simulator X

2008年
- 仮面ライダーバトル ガンバライド（キンタロス / 仮面ライダー電王、シャドームーン）
- 侍道3（落武者 / 主人公）
- スカイ・クロラ イノセン・テイセス（山先六鹿）
- ポイズンピンク（ロンデミオン）
- NARUTO -ナルト- 疾風伝 激闘忍者大戦!EX3（飛段）

2009年
- 仮面ライダー クライマックスヒーローズ（2009年 - 2012年、キンタロス / 仮面ライダー電王、シャドームーン） - 5作品
- カヌチ 黒き翼の章（コトヒラ・ヤスナ）
- STEINS;GATE（天王寺裕吾）
- NARUTO -ナルト- 疾風伝 忍列伝III（飛段）
- NARUTO -ナルト- 疾風伝 ナルティメットアクセル3（飛段）
- ぼくのなつやすみ4 瀬戸内少年探偵団「ボクと秘密の地図」（郵便ヒゲ〈城屋豊作〉）
- Last Escort -Club Katze-（流聖）

2010年
- カヌチ 二つの翼（コトヒラ・ヤスナ）
- NARUTO -ナルト- 疾風伝 ナルティメットストーム2（飛段）
- NARUTO -ナルト- 疾風伝 激闘忍者大戦!SPECIAL（飛段）
- ニード・フォー・スピード ホット・パースート
- 二世の契り（小島弥太郎）
- METRO 2033（アルチョム）
- 戦国大戦（武田信玄、今川義元 他）
- the Actress 〜華麗なる女優たち〜（ロメオ・アルジェント）

2011年
- アサシン クリード リベレーション（アフメト皇子）
- アンジェリーク 魔恋の六騎士（カーフェイ）
- オール仮面ライダー ライダージェネレーション（キンタロス / 仮面ライダー電王、シャドームーン）
- キャサリン（スティーヴ・デルホム）
- 戦国大戦 -1570 魔王 上洛す-（武田信玄〈瀬田に旗を〉、鈴木佐太夫、BSS鬼小島弥太郎 他）
- トレジャーリポート 機械じかけの遺産（ロバート）
- NARUTO -ナルト- 疾風伝 ナルティメットインパクト（飛段）
- 二世の契り 想い出の先へ（小島弥太郎）
- ブラック★ロックシューター THE GAME（ギブソン博士、ナレーション）
- チョコットランド（魔大帝ジーク・ルーラー）
- メルルのアトリエ 〜アーランドの錬金術士3〜（デジエ・ホルストナ・アールズ）
- ONE PIECE ギガントバトル! 2 新世界（カリブー）
- ONE PIECE ワンピーベリーマッチIC（カリブー）

2012年
- エースコンバット3D クロスランブル（セルゲイ・ブリンナー）
- ストリートファイター X 鉄拳（ストーリーテラー）
- 戦国大戦 -15XX 五畿七道の雄-（北条氏康〈獅子の牙城〉、南条宗勝）
- デビルサマナー ソウルハッカーズ（ウラベ）
- 十鬼の絆 〜関ヶ原奇譚〜（嶋左近）
- Dragon Age II（アンダース）
- NARUTO -ナルト- ナルティメットストームジェネレーション（飛段）
- バイオハザード オペレーション・ラクーンシティ（ハンク）
- バイオハザード リベレーションズ（ハンク）
- ファイアーエムブレム 覚醒（バジーリオ）
- ブレイブリーデフォルト フライングフェアリー（ニコソギー・ボリトリィ会長）
- 真剣で私に恋しなさい!!R（店長）

2013年
- アサシン クリード IV ブラック フラッグ（ウッズ・ロジャーズ）
- 仮面ライダー バトライド・ウォー（2013年 - 2016年、キンタロス / 仮面ライダー電王、シャドームーン / レッドシャドームーン） - 3作品
- 仮面ライダーバトル ガンバライジング（2013年 - 2019年、シャドームーン / レッドシャドームーン、キンタロス / 仮面ライダー電王）
- 真・女神転生IV
- スーパーロボット大戦OGサーガ 魔装機神III PRIDE OF JUSTICE（ガレオス・アインバル）
- とある魔術と科学の群奏活劇（桜坂征人）
- トリコ グルメガバトル!（三虎）
- 十鬼の絆 花結綴り（嶋左近）
- NARUTO -ナルト- 疾風伝 ナルティメットストーム3（飛段）
- HEROES' VS（仮面ライダー電王 アックスフォーム）
- ヒットマン アブソリューション（エージェント47）
- ビビッドレッド・オペレーション -Hyper Intimate Power-（一色健次郎）
- フェアリーフェンサー エフ（バハス）
- ブレイブリーデフォルト フォーザ・シークウェル（ニコソギー・ボリトリィ会長）
- MIND≒0（鎌田浩昭）
- メトロ ラストライト（アルチョム）
- メルルのアトリエ Plus 〜アーランドの錬金術士3〜（デジエ・ホルストナ・アールズ）
- ONE PIECE アンリミテッドワールド レッド（カリブー）

2014年
- Enkeltbillet（クラウス・ニールセン）
- 仮面ライダー サモンライド!（キンタロス / 仮面ライダー電王）
- 三国志パズル大戦（王双）
- スーパーヒーロージェネレーション（キンタロス / 仮面ライダー電王、シャドームーン）
- NARUTO -ナルト- 疾風伝 ナルティメットストームレボリューション（飛段）
- Fate/hollow ataraxia（葛木宗一郎）
- ONE PIECE 超グランドバトル! X（カリブー）

2015年
- スーパーロボット大戦BX（ファルセイバー / グリッターファルセイバー）
- ゼノブレイドクロス（ボゼ）※有料追加コンテンツで登場
- ドラゴンズドグマ　オンライン（ディアマンティス）
- 百華夜光（楼主）
- フェアリーフェンサー エフ ADVENT DARK FORCE（バハス）
- ブレイブリーセカンド（ニコソギー・ボリトリィ）
- よるのないくに（サイモン）
- ロストヒーローズ BONUS EDITION（キンタロス / 仮面ライダー電王）
- ロストヒーローズ2（キンタロス / 仮面ライダー電王） - DLC追加キャラクター
- エースコンバット3D クロスランブル+（セルゲイ・ブリンナー）
- クイズRPG 魔法使いと黒猫のウィズ（2015年 - 2017年、イグノビリウム / ノグズエル、ホラーツ・アイスラー）

2016年
- UPPERS（真田天命）
- SDガンダム GGENERATION（2016年 - 2025年、ヘンリー・ブーン） - 2作品
- Collar×Malice（佐竹建造）
- グランブルーファンタジー（2016年 - 2024年、ガイゼンボーガ、パラケルスス）
- GOD WARS 〜時をこえて〜（スサノオ）
- ゴッドオブハイスクール【神スク】（八雲道心）
- 真・女神転生IV FINAL（ツギハギ）
- NARUTO -ナルト- 疾風伝 ナルティメットストーム4（飛段）
- ブレス オブ ファイア6 白竜の守護者たち（フリッツ）
- ポッ拳 POKKÉN TOURNAMENT（ジェイク）

2017年
- エンドライド-X fragments-（アルカディア）
- フォーオナー（ウォーデン〈男〉）
- スーパーロボット大戦V（ヴィルヘルム・カスパー）
- ゴーストリコン ワイルドランズ（エル・スエーニョ）
- HITMAN THE COMPLETE FIRST SEASON（AGENT47）
- ガールフレンド（仮）（悪月見男）
- 魔法使いと黒猫のウィズ（イグノビリウム、ホラーツ・アイスラー）
- 真・女神転生 DEEP STRANGE JOURNEY（アーヴィン）
- 仮面ライダー クライマックスファイターズ（キンタロス / 仮面ライダー電王）
- 東京放課後サモナーズ（クランプス、タヂカラオ）

2018年
- STEINS;GATE ELITE（天王寺裕吾）
- 真紅の焔 真田忍法帳（三好清海入道）
- Far Cry 5（ジョセフ・シード）
- フルメタル・パニック！ 戦うフー・デアーズ・ウィンズ（ヴィルヘルム・カスパー）
- 世界樹の迷宮X
- アトリエオンライン 〜ブレセイルの錬金術士〜（カレンデュラ）
- ロックマン11 運命の歯車!!（パイルマン、会長）
- 仮面ライダー クライマックススクランブル ジオウ（キンタロス / 仮面ライダー電王、シャドームーン）
- キングスレイド（ボードワン）
- JUDGE EYES:死神の遺言（塩屋聡）

2019年
- バイオハザード RE:2（ハンク）
- メトロ エクソダス（アルチョム）
- ドラえもん のび太の牧場物語（ペンター）
- ファイアーエムブレム 風花雪月（アランデル公 / タレス）
- デモンエクスマキナ（グルーミー）

2020年
- SAMURAI SPIRITS（ウォーデン） - DLC追加キャラクター
- キャプテン翼 RISE OF NEW CHAMPIONS（大空広大）
- 聖闘士星矢 ライジングコスモ（ギルティ）
- ロストアーク（ジン＝マドニック）
- 鬼滅の刃 ヒノカミ血風譚（三郎）
- ポケモンマスターズEX（2020年 - 2025年、アデク）
- ライブ・ア・ヒーロー！（ガンメイ、スハイル）
- WAR OF THE VISIONS ファイナルファンタジー ブレイブエクスヴィアス 幻影戦争（ギルガメッシュ）

2021年
- ファイアーエムブレム ヒーローズ（ゼロット、バジーリオ）

2022年
- 刀剣乱舞無双（織田信長）
- ファイアーエムブレム無双 風花雪月（タレス / フォルクハルト＝フォン＝アランデル）
- 地球防衛軍6（大尉）
- スターオーシャン6 THE DIVINE FORCE（ボルドール・イル・ヴァイル）
- タクティクスオウガ リボーン（ジュダ・ロンウェー）

2023年
- 仮面ライダーバトル ガンバレジェンズ（シャドームーン / レッドシャドームーン、キンタロス / 仮面ライダー電王）
- 帰ってきた 名探偵ピカチュウ（ハワード・マイヤーズ）

2024年
- アナザーコード リコレクション：2つの記憶/記憶の扉（レックス・アルフレッド）
- ユニコーンオーバーロード（ゲイリー）
- 護縁（ホンサム）

2025年
- ゼノブレイドクロス ディフィニティブエディション（ボゼ）
- RAIDOU Remastered: 超力兵団奇譚（新世界主人）

### ドラマCD
- アルトネリコ2 世界に響く少女たちの創造詩 Vol.2 SIDE クローシェ（レグリス）
- GetBackers-奪還屋- 永遠の絆を奪り還せ!編〜Bug’s Karma〜（無明院賽蝶）
- 最弱テイマーはゴミ拾いの旅を始めました。ドラマCD（セイゼルク）[126]
- 最遊記 VOL.3 螺旋の暦 GファンタジーコミックCDコレクション（叶）
- 戦う!セバスチャン 3（ヨハン）
- NO.6 スペシャルドラマCD「西ブロックの日々」（力河）※コミックス第4巻ドラマCD付き特装版
- 二世の契り 〜IT戦国時代〜（小島弥太郎）
- B壱（アップル・シノダ、白沢）
- ふしぎ工房症候群　あの日の約束（彼女の父）
- BLAZBLUE「ぶるどら　りべるつぅ」（獣兵衛）
- ペンギンゑにし 第二譚 少女神隠し（蓮見吾朗）
- MAUSU THEATER
- 名作文学（笑）「山月記 -世界の中心でアイを叫んだ獣」（楊明）
- 問題児シリーズオーディオドラマ「トラブル・ファイル」（2018年、酒呑童子） - 小説『ラストエンブリオ』第5巻特典オーディオドラマ[127]

### BLCD
- 愛してる（マスター）
- 間の楔 I 〜DESTINY〜（アレク）
  - 間の楔 II 〜NIGHTMARE〜
- 吸血鬼には向いてる職業（薔薇原トオル）
- クリムゾン・スペル2（マルス）
  - クリムゾン・スペル3
- 慈英×臣シリーズ
  - あざやかな恋情（丸山浩三）
  - やすらかな夜のための寓話
  - はなやかな哀情
  - たおやかな真情
- ハート・ストリングス（衛藤軼基）
- 華と龍（荒木仁志）
- 秘密のゴミ箱で恋をして（田上慶吾）

### 吹き替え

#### 担当俳優
アーロン・エッカート
- エニイ・ギブン・サンデー（ニック・クロージャー）※テレビ朝日版
- ドクター・エクソシスト（ドクター・セス・エンバー）
- ペイチェック 消された記憶（ジェームズ・レスリック）※テレビ朝日版
- ライブリポート（フランク・ペニー）

アンディ・ラウ
- イノセントワールド -天下無賊-（王薄）
- インファナル・アフェア（ラウ・キンミン）※テレビ東京版
- インファナル・アフェアIII 終極無間（ラウ）※BSジャパン版
- ウォーロード/男たちの誓い（ツァオ・アルフ）
- グレートウォール（ワン軍師）
- ダンス・オブ・ドリーム（ナムサン）
- 墨攻（革離）

エリック・バナ
- きみがぼくを見つけた日（ヘンリー）
- キング・アーサー（ユーサー）
- トロイ（ヘクトル）※劇場公開版

オデッド・フェール
- バイオハザードシリーズ
  - バイオハザードII アポカリプス（カルロス・オリヴェイラ）※ソフト版
  - バイオハザードIII（カルロス・オリヴェイラ）※ソフト版
  - バイオハザードV リトリビューション（トッド、カルロス・オリヴェイラ）※劇場公開版

- UCアンダーカバー 特殊捜査班（フランク・ドノバン）

キャンベル・スコット
- アメイジング・スパイダーマン（リチャード・パーカー）
- アメイジング・スパイダーマン2（リチャード・パーカー）
- エミリー・ローズ（イーサン・トマス）
- スパニッシュ・プリズナー（ジョー・ロス）
- THE BLACKLIST/ブラックリスト シーズン1 #13（オーウェン・マロリー / マイケル・ショウ）
- リトル・ランナー（ビバート牧師）

ゴラン・ヴィシュニック
- ER緊急救命室 第6シーズン以降（ルカ・コバッチュ）
- エレクトラ（マーク・ミラー）
- ザ・ディープ 深海からの脱出（サムソン）
- ノンストップ・ガール（ニール）
- レバレッジ 〜詐欺師たちの流儀（ダミアン・モロー）

ジェイソン・フレミング
- URAMI 〜怨み〜（ヘンリー・クリードロー）
- 恐竜SFドラマ プライミーバル 第3章（ダニー・クイン）
- タイタンの戦い（アクシリオス王）※テレビ朝日版
- PENNYWORTH/ペニーワース（ジェームズ・ハーウッド卿）

ジム・カヴィーゼル
- アイ・アム・デビッド（ヨハン）
- オーロラの彼方へ（ジョン・サリヴァン）※ソフト版
- デジャヴ（キャロル・オースタッド）
- トランジット（ネイト）
- ペイ・フォワード 可能の王国（ジェリー）

ジュリアン・マクマホン
- ファンタスティック・フォーシリーズ（ヴィクター・フォン・ドゥーム / ドクター・ドゥーム）
  - ファンタスティック・フォー 超能力ユニット ※ソフト版
  - ファンタスティック・フォー:銀河の危機

- フェイシズ（サム・ケレスト）

ショーン・ビーン
- ザ・ダーク（ジェームズ）
- ジュピター（スティンガー・アピニ）
- 炎の英雄 シャープ（リチャード・シャープ）
- RONIN（スペンス）※テレビ朝日版

ソル・ギョング
- 公共の敵（カン・チョルジュン）
- 公共の敵2 あらたなる闘い（カン・チョルジュン）
- ジェイル・ブレイカー（ジェピル）
- シルミド（カン・インチャン）※ソフト版

ダグレイ・スコット
- エニグマ（トム・ジェリコ）
- 原潜ヴィジル 水面下の陰謀（マーカス・グレインジャー空軍少将）
- 96時間/レクイエム（スチュアート・セントジョン）
- マイ・オックスフォード・ダイアリー（ウィリアム・ダヴェンポート）

デイヴィッド・ドゥカヴニー
- この胸のときめき（ボブ・ルーランド）
- ザ・バブル（ダスティン・マルレイ）
- ツイン・ピークス The Return（デニース・ブライソン）
- ユー・ピープル 〜僕らはこんなに違うけど〜（アーノルド）

ディラン・マクダーモット
- アメリカン・ホラー・ストーリー（ベン）
- FBI: Most Wanted 〜指名手配特捜班〜 シーズン3 #17以降（レミー・スコット）
- HOSTAGES ホステージ（ダンカン・カーライル）

デニス・クエイド
- 侵入する男（チャーリー・ペック）
- パンドラム（ペイトン）
- レギオン（ボブ・ハンソン）

ドミニク・ウェスト
- ハンニバル・ライジング（ポピール警視）
- フォーガットン（アッシュ・コレル）
- 真夏の夜の夢（ライサンダー）

ニコラス・ケイジ
- クルードさんちのはじめての冒険（グラグ・クルード）
  - クルードさんちのあたらしい冒険

- トカレフ（ポール・マグワイア）

マイケル・ファスベンダー
- イングロリアス・バスターズ（アーチー・ヒコックス中尉）
- SHAME -シェイム-（ブランドン・サリヴァン）
- スノーマン 雪闇の殺人鬼（ハリー・ホーレ刑事）

ルーファス・シーウェル
- オールド（チャールズ）
- ダークエイジ・ロマン 大聖堂（トム）
- トリスタンとイゾルデ（マーク）
- トロイ ザ・ウォーズ（アガメムノン）

#### 映画（吹き替え）
- アイ・アム・ナンバー4（ヘンリー〈ティモシー・オリファント〉）
- アイルランド・ライジング（マイケル・コリンズ〈ブレンダン・コイル〉）
- アウト・オブ・タイム（ピーターソン〈キム・コーツ〉）※ソフト版
- アドベンチャー・ファミリーシリーズ（スキップ〈ロバート・F・ローガン〉）※NHK-BS2版
  - アドベンチャー・ファミリー
  - 続アドベンチャー・ファミリー 白銀を越えて
  - アドベンチャー・ファミリー ロッキーを越えて
- アトミック・トレイン（マック〈イーサイ・モラレス〉）※テレビ朝日版
- アパートの鍵貸します（シェルドレイク〈フレッド・マクマレイ〉[136]）※BS10スターチャンネル版
- アマゾン大漂流（ジーン〈ティエリー・フレモン〉）
- アリス・イン・ワンダーランド（チャールズ・キングスレー〈マートン・チョーカシュ〉）※劇場公開版
- ある日どこかで（リチャード・コリアー〈クリストファー・リーヴ〉）※ソフト版
- アンストッパブル（ジャド・スチュワート〈デヴィッド・ウォーショフスキー〉）
- イーオン・フラックス（トレヴァー・グッドチャイルド〈マートン・チョーカシュ〉）
- イースト/ウェスト 遙かなる祖国（アレクセイ〈オレグ・メンシコフ〉）
- イヴの総て（ビル〈ゲイリー・メリル〉）※テレビ東京版
- イミテーション・ゲーム/エニグマと天才数学者の秘密（スチュアート・ミンギス〈マーク・ストロング〉）
- イルカと少年（クレイ・ハスケット博士〈ハリー・コニック・Jr.〉）
- インヴィンシブル 栄光へのタッチダウン（ディック・ヴァーミール〈グレッグ・キニア〉）
- インサイダー（ジェフリー・ワイガンド〈ラッセル・クロウ〉）※ソフト版
- インソムニア（ウォルター・フィンチ〈ロビン・ウィリアムズ〉）※ソフト版、（ハップ・エッカート〈マーティン・ドノヴァン〉）※テレビ朝日版
- インデペンデンス・デイ（ミッチェル少佐〈アダム・ボールドウィン〉[137]）※テレビ朝日版
- イントゥ・ザ・ストーム（ゲイリー〈リチャード・アーミティッジ〉）
- IN DREAMS/殺意の森（ポール・クーパー〈エイダン・クイン〉）※VHS版
- インパクト・ゼロ（マイケル・アロナックス大尉〈ロレンツォ・ラマス〉）
- インビジブル（マット〈ジョシュ・ブローリン〉）※ソフト版
- ウィング・コマンダー（ハンター〈リチャード・ディレイン〉）
- ウインドトーカーズ（オックス・ヘンダーソン〈クリスチャン・スレーター〉）※ソフト版
- 宇宙戦争（ハーラン・オグルビー〈ティム・ロビンス〉[138]）
- 美しき家政婦 ウーマン・ウォンテッド（ウェンデル〈キーファー・サザーランド〉）
- A.I.（ヘンリー・スウィントン〈サム・ロバーズ〉）※TBS版
- エアポート/タービュランス（ライアン〈ディラン・ニール〉）
- エクスタシー 快楽連続殺人（ゴードン〈マーティン・ケンプ〉）
- エグゼクティブ・エクスプレス プリズンブレイク（ルーク〈ドリアン・ヘアウッド〉）
- エクソシスト（ダミアン・カラス神父〈ジェイソン・ミラー〉）※日本テレビ版
- エターナルズ（クロ〈ビル・スカルスガルド〉[139]）
- エネミー・ライン3 激戦コロンビア（アルバロ少佐〈ヤンシー・アリアス〉）
- エンドゲーム 大統領最期の日（ジャック・ボールドウィン〈ピーター・グリーン〉）
- オーシャンズ12（ポール〈ジェローン・ウィリアムズ〉）※日本テレビ版
- ガールズ・ナイト 天使がくれた瞬間（スティーヴ〈ジョージ・コスティガン〉）
- 哀しき獣（キム・テウォン〈チョ・ソンハ〉）
- 画皮 あやかしの恋（パン・ヨン〈ドニー・イェン〉）
- 華麗なるギャツビー（トム・ブキャナン〈ジョエル・エドガートン〉[140]）
- キス・オブ・デス（マイルズ・トゥルーマン）
- キャプテン・ウルフ（ビル・フォーセット司令官）
- 9000マイルの約束（クレメンス・フォレル〈ベルンハルト・ベターマン〉）
- ギリシャに消えた嘘（チェスター・マクファーランド〈ヴィゴ・モーテンセン〉）
- キングのメッセージ（ウェントワース〈ルーク・エヴァンズ〉）
- クール・ドライ・プレイス（ラス・ダレル〈ヴィンス・ヴォーン〉）
- クライム・エンジェル（マイケル・ウェルズ博士〈ピーター・ホートン〉）
- グラディエーター（ファルコ）※テレビ朝日版
- グリーンフィンガーズ（コリン〈クライヴ・オーウェン〉）
- グリーンブック（キンデル〈ブライアン・ステパニック〉[141]）
- グリーン・ランタン（アビン・サー〈テムエラ・モリソン〉）
- クリップス（スタンリー・ウィリアムズ〈ジェイミー・フォックス〉）
- ゲーム（ニコラス・ヴァン・オートン〈マイケル・ダグラス〉）※Netflix版
- 撃鉄 GEKITETZ ワルシャワの標的（ヴァン・エイカン）
- ゴースト・イン・ザ・シェル（カッター〈ピーター・フェルディナンド〉）
- ゴーストライター（アダム・ラング元首相〈ピアース・ブロスナン〉）
- コンタクト（パーマー・ジョス〈マシュー・マコノヒー〉）※テレビ東京版
- コンフェッティ 仰天!結婚コンテスト（ジョゼフ）
- ザ・ロード（父〈ヴィゴ・モーテンセン〉）
- 三銃士/王妃の首飾りとダ・ヴィンチの飛行船（ダルタニアンの父〈デクスター・フレッチャー〉）※劇場公開版
- シークレット ウインドウ（テッド〈ティモシー・ハットン〉）
- 幸せの1ページ（アレックス・ローバー〈ジェラルド・バトラー〉）
- シッピング・ニュース（クオイル〈ケヴィン・スペイシー〉）
- シャーロット・グレイ（ピーター・グレゴリー〈ルパート・ペンリー＝ジョーンズ〉）
- 上海の伯爵夫人（マツダ〈真田広之〉）
- ジュディ・ガーランド物語
- ショーン・オブ・ザ・デッド（デイヴィット〈ディラン・モーラン〉）
- 死霊館のシスター（バーク神父〈デミアン・ビチル〉）
- 新トレマーズ モンゴリアン・デスワームの巣窟（ダニエル〈ショーン・パトリック・フラナリー〉）
- スター・ウォーズシリーズ（ベイル・プレスター・オーガナ〈ジミー・スミッツ〉）
  - スター・ウォーズ エピソード2/クローンの攻撃
  - スター・ウォーズ エピソード3/シスの復讐
  - ローグ・ワン/スター・ウォーズ・ストーリー
- スタートレックIII ミスター・スポックを探せ!（エステバン船長）※ソフト版
- スネーク・アイズ（ケビン・ダン〈ゲイリー・シニーズ〉）※日本テレビ版
- スパルタカス（スパルタカス〈カーク・ダグラス〉）※ソフト版
- 300 〈スリーハンドレッド〉（隊長〈ヴィンセント・リーガン〉）
- 世界最速のインディアン（ジム・モファット〈クリストファー・ケネディー・ローフォード〉）
- セキュリティ・チェック（トラベラー〈ジェイソン・ベイトマン〉）
- 戦場でワルツを（アリ・フォルマン）
- 潜水服は蝶の夢を見る（ジャン＝ドミニク・ボビー〈マチュー・アマルリック〉）
- ダイアナ（ハスナット・カーン〈ナヴィーン・アンドリュース〉[142]）
- タイムマイン（ゲイツ〈マイケル・ビーン〉）
- タイムライン（アルノー卿〈ランベール・ウィルソン〉）
- 太陽がいっぱい（リコルディ刑事〈エルノ・クリサ〉）※スター・チャンネル版
- ダ・ヴィンチ・コード（レミー・リュガルテ〈ジャン＝イヴ・ベルトロット〉）※劇場公開版
- ダウン（ジェフリー）※テレビ東京版
- 宝島（リヴジー医師〈デニス・オディア〉）※DVD版
- TAXI NY（マリンズ捜査官〈クリスチャン・ケイン〉）※フジテレビ版
- 奪還者（エリック〈ガイ・ピアース〉）
- タワーリング・インフェルノ（ダグ・ロバーツ〈ポール・ニューマン〉）※BSジャパン版
- 探偵少女レクシー（フランク・ゴールド）
- 父、帰る（父〈コンスタンチン・ラヴロネンコ〉）
- TUBE（ギテク〈パク・サンミン〉）※テレビ朝日版
- チョコレートドーナツ（ポール・フラガー〈ギャレット・ディラハント〉）
- 沈黙の断崖（ケン・アダムス〈ランディ・トラヴィス〉）※テレビ朝日版
- TSUNAMI -ツナミ-（キム・フィ〈パク・チュンフン〉）
- TSUNAMI 津波（イアン〈キウェテル・イジョフォー〉）
- ディープ・ライジング（ニック〈トーステン・ケイ〉）
- デイ・アフター 首都水没（ロブ〈ロバート・カーライル〉[143]）
- デイアフター2020 -首都大凍結-（トム〈リチャード・ロクスバーグ〉）
- デイビー・クロケット/鹿皮服の男（デイビー・クロケット）
- TEKKEN -鉄拳-（スティーブ・フォックス〈ルーク・ゴス〉）
- デッド・フライト（トルーマン・バロウズ〈デヴィッド・チザム〉）
- DENGEKI 電撃（ラトレル・ウォーカー〈DMX〉）※日本テレビ版
- トゥー・ブラザーズ（エイダン・マクロリー〈ガイ・ピアース〉）※ソフト版
- トゥームレイダー（アレックス・ウエスト〈ダニエル・クレイグ〉）※テレビ朝日版
- ドラゴン・タトゥーの女（ミカエル・ブルムクヴィスト〈ダニエル・クレイグ〉）
- ドリフト（ジャック〈ウー・バイ〉）
- トルネード 地球崩壊のサイン（カール・ツィマー）※テレビ朝日版
- 泣く男（ゴン〈チャン・ドンゴン〉）
- 2012（フランク〈デイル・ミッドキフ〉）
- ニュースの天才（チャック〈ピーター・サースガード〉）
- ニンジャ・アサシン（ライアン・マスロー捜査官）
- ネットフォース（ウデイ・シャンカール）※NHK版
- ノスフェラトゥ（オルロック伯爵〈ビル・スカルスガルド〉）
- HEART（ゲイリー・エリス〈クリストファー・エクルストン〉）
- ハウス・オブ・ザ・デッド2（エリス〈エド・クイン〉）
- パズル（カエル〈ジョルディ・モリャ〉）
- 8月の誘惑（マイケル・ロイド医師）
- 初恋のきた道（ルオ・ユーシェン〈スン・ホンレイ〉）
- バットマン ビギンズ〈トーマス・ウェイン〈ライナス・ローチ〉〉※日本テレビ版、〈ラーズ・アル・グール〈渡辺謙〉※フジテレビ版）
- ハッピーエンド（チェ・ボラ〈チョン・ドヨン〉）
- 花の生涯〜梅蘭芳〜（邱如白〈スン・ホンレイ〉）
- ハリウッド・スキャンダル（ハワード・ヒューズ〈ウォーレン・ベイティ〉）
- 春の日は過ぎゆく（音楽プロデューサー〈ペク・チョンハク〉）
- バレット モンク（無名僧〈チョウ・ユンファ〉）※ソフト版
- 英雄〜HERO〜
- ヒットマン（エージェント47〈ティモシー・オリファント〉）
- ひとめ惚れ（マイク〈レオン・ライ〉）
- ピラニア リターンズ（デビッド・ハッセルホフ[144]）
- ファイヤークラッシュ/灼熱のカタストロフ（ジェームズ・メリック〈D・B・スウィーニー〉）
- ファンタスティック・フォー（アレン〈ティム・ブレイク・ネルソン〉）
- フライト・デスティネーション（ケイレブ〈ジェイソン・プリーストリー〉）
- ブラインドネス（眼科医〈マーク・ラファロ〉）
- Black & White/ブラック & ホワイト（ハインリヒ〈ティル・シュヴァイガー〉）
- ブラック・ドッグ（ジャック・クルーズ〈パトリック・スウェイジ〉）※日本テレビ版
- プリズン・フリーク（ジョン・リシツキー〈ダックス・シェパード〉）
- プリンセス・ダイアナ〜最後の1年〜（ドティ・アルファイド）
- プルーフ・オブ・ライフ（ディーノ〈デヴィッド・カルーソ〉）
- ブルドッグ（ポモナ・ジョー〈ジェフ・コーバー〉）※ソフト版
- ブレイド3（ハンニバル・キング〈ライアン・レイノルズ〉）※ソフト版
- フレディVSジェイソン（スコット・スタッブス〈ロックリン・マンロー〉）※テレビ東京版
- プロヴァンスの贈りもの（マックス・スキナー〈ラッセル・クロウ〉）※ソフト版
- フロスト×ニクソン（ジョン・バート〈マシュー・マクファディン〉）
- プロポーズ（ジミー〈クリス・オドネル〉）※ソフト版
- プロメテウス（チャーリー・ホロウェイ〈ローガン・マーシャル＝グリーン〉）※劇場公開版
- ペインテッド・ハウス（ジェシー〈ロバート・ショーン・レナード〉）
- ヘルボーイ（エイブ・サピエン〈ダグ・ジョーンズ〉）
- 変態愛 インセクト（ウィリアム〈マーク・ライランス〉）
- ホーム・アローン3（ピーター・ボープレー〈オレク・クルパ〉[145]）※日本テレビ版
- ボイス（チャンフン〈チェ・ウジェ〉）
- ポセイドン 史上最悪の大転覆（マイク・ロゴ〈アダム・ボールドウィン〉）※テレビ朝日版
- MILES AHEAD/マイルス・デイヴィス 空白の5年間（ハーパー・ハミルトン〈マイケル・スタールバーグ〉）
- マミー・ザ・リベンジ（ドン〈ジェフ・ピータースン〉）
- マレフィセント（ステファン王〈シャールト・コプリー〉）
- マン・オブ・スティール（ネイサン・ハーディー大佐〈クリストファー・メローニ〉[146]）
- 見出された時-「失われた時を求めて」より-（マルセル〈マルチェロ・マッツァレッラ〉）
- ミスティック・リバー（デイヴ・ボリル〈ティム・ロビンス〉）
- ムースポート（ハンディ・ハリソン〈レイ・ロマーノ〉）
- 迷宮の女（ブレナック〈ランベール・ウィルソン〉）
- メタル・トルネード（マイケル〈ルー・ダイアモンド・フィリップス〉）
- メモリー・キーパーの娘（アル）
- メランコリア（ジョン〈キーファー・サザーランド〉）
- メルトダウン・クライシス（ニック〈ケン・オリン〉）
- U.S.シールズ（マイク〈ジム・フィッツパトリック〉）
- ラッシュ/プライドと友情（スターリング・モス〈アリスター・ペトリ〉）
- ラブ in ローマ（デレク・ハモンド〈ジュリアン・ストーン〉）
- 理想の恋人.com（ボブ・コナー〈ダーモット・マローニー〉）
- リリィ、はちみつ色の秘密（T・L・オーウェンズ〈ポール・ベタニー〉）
- レーシング・ストライプス（ノーマン・ウェルシュ〈ブルース・グリーンウッド〉）※日本テレビ版
- REC/レック（マヌー〈フェラン・テラッサ〉）
- レッド・スパロー（ワーニャ・エゴロフ〈マティアス・スーナールツ〉）
- レッド・ドラゴン（フランシス・ダラハイド〈レイフ・ファインズ〉）※テレビ東京版
- 連理の枝（ミン・ビョンホ医師）
- ローマの休日（新聞記者〈グレゴリー・ペック〉）※PDDVD版
- ワールド・オブ・ライズ（ハニ・サラーム〈マーク・ストロング〉）
- ワイルド・スピードX2（カーター・ベローン〈コール・ハウザー〉）※ソフト版
- 私の中のあなた（ブライアン・フィッツジェラルド〈ジェイソン・パトリック〉）

#### ドラマ
- IRIS-アイリス-（パク・サンヒョン〈ユン・ジェムン〉）
- アガサ・クリスティー ミス・マープル バートラム・ホテルにて（ラリー・バード警部補）
- アグリー・ベティ3（コナー）
- アストリッドとラファエル4 文書係の事件録 #4（ディノ・モレッティ〈グザヴィエ・ガレ〉）
- アラン・ドロンの刑事物語（ティエリ・ペロール〈セドリック・シェヴァルメ〉）
- アリー my Love
- アンフォゲッタブル 完全記憶捜査（アル・バーンズ〈ディラン・ウォルシュ〉）
- イ・サン（ホン・グギョン〈ハン・サンジン〉）
- 宇宙大作戦（ラザラス、モーガン・アープ、クリンゴン艦艦長）※追加収録部分
- NCIS: ニューオーリンズ シーズン2 #21（サミュエル・ニルセン陸軍大佐〈ニコラス・リー〉）
- オビ＝ワン・ケノービ（ベイル・オーガナ〈ジミー・スミッツ〉）
- オールイン 運命の愛（ヤン・スングク〈チェ・ジョンファン〉）
- KAMEN RIDER DRAGON KNIGHT（フィリップ捜査官）
- キャッスル 〜ミステリー作家は事件がお好き シーズン3 #15（ダミアン・ウェストレイク〈ジェイソン・ワイルズ〉）
- 救命医ハンク2 セレブ診療ファイル（ベン）
- キング・オブ・キングス（シャルル＝モーリス・ド・タレーラン〈ジョン・マルコヴィッチ〉）※ソフト版
- クリミナル・マインド FBI行動分析課
  - シーズン5（ビンセント・ベル〈ジェイソン・フィリップス〉）
  - シーズン6（ルイス刑事、ゲーリー・ライマー）
  - シーズン7（ビル・ロジャース）
  - シーズン9 #13 （クリフォード・ウォルシュ〈ジョン・グリース〉）
- グレイズ・アナトミー 恋の解剖学（オーウェン・ハント〈ケヴィン・マクキッド〉）
- クローザー シーズン4（ビル・クローリック）
- クロスボーンズ/黒ひげの野望（トム・ロウ〈リチャード・コイル〉）
- ゴースト 〜天国からのささやき シーズン2 #3（フランク・モリソン）
- コールドケース 迷宮事件簿（カイト）
- 恋と疑惑の果てに（ランダル大尉〈エリック・ストルツ〉）
- コバート・アフェア CIA諜報員アニー（ジェームズ・エリオット）
- ザ・クラウン 炎のリベンジャー（マックス）
- ザ・シールド ルール無用の警察バッジ（デビッド・アセベダ〈ベニート・マルティネス〉）
- サバヨミ大作戦!（チャールズ〈ピーター・ハーマン〉[147]）
- ザ・プラクティス ボストン弁護士ファイル（アラン・ショア〈ジェームズ・スペイダー〉）
- CSI:9 科学捜査班（ジェレミー・ケント〈ヘンリー・トーマス〉）
- CSI:ニューヨーク
  - シーズン1 #17（ギャビン・モラン巡査部長）
  - シーズン6（サム・ベイカー）
- シャーロック・ホームズの冒険 ギリシャ語通訳（メラス）※追加収録部分
- 新・刑事コロンボ 死を呼ぶジグソー（マキトリック刑事〈アルビー・セルズニック〉）
- スーパーナチュラル（ソニー）
- SCORPION/スコーピオン
  - シーズン2（ウィルソン・アドラー）
  - シーズン4 #17（ラジャ・バット〈ヴィク・サヘイ〉）
- スタートレック:ディスカバリー シーズン2（クリストファー・パイク〈アンソン・マウント〉）
- スタートレック:ストレンジ・ニュー・ワールド（クリストファー・パイク〈アンソン・マウント〉）
- スティーヴン・キングのキングダム・ホスピタル（ピーター・リックマン〈ジャック・コールマン〉）
- スパルタカス（ポンペウス）
- S.W.A.T. シーズン2 #7（リチャード・タッカー）
- ダーマー（ジャクソン牧師）
- 太王四神記（コ・ウン）
- チェオクの剣（ファンボ・ユン〈イ・ソジン〉）
- チャームド 〜魔女3姉妹〜 シーズン8（アントーシス）
- ドールハウス Dollhouse シーズン2（ダニエル・ペリン上院議員〈アレクシス・デニソフ〉）
- 24 -TWENTY FOUR- リデンプシュン-シーズン7（イケ・デュバク、空港管制塔職員）
- ナース・ジャッキー2（ビル）
- 9-1-1: LONE STAR（オーウェン・ストランド〈ロブ・ロウ〉[148]）
- 根の深い木 〜世宗大王の誓い〜（世宗 / イ・ド〈ハン・ソッキュ〉）
- PERSON of INTEREST 犯罪予知ユニット シーズン3 #19（マシュー・リード〈ネスター・カーボネル〉）
- バーン・ノーティス 元スパイの逆襲（ティモ、ジェームズ・フォルテ）
- 馬医（顕宗〈ハン・サンジン〉）
- バトル・クリーク 格差警察署（ラス・アグニュー〈ディーン・ウィンタース〉）
- HAWAII FIVE-0 #22（レニー・シンクレア〈リック・スプリングフィールド〉）
- 犯罪捜査官ネイビーファイル
- 秘密の扉（英祖〈ハン・ソッキュ〉）
- プロディガル・サン 殺人鬼の系譜（ギル・アローヨ〈ルー・ダイアモンド・フィリップス〉[149]）
- フロム・ジ・アース/人類、月に立つ（ナビゲーター〈トム・ハンクス〉）※NHK版
- ヘチ 王座への道（ウィ・ビョンジュ〈ハン・サンジン〉[150]）
- 弁護士イーライのふしぎな日常（ジェレミー・ストーン）
- ボードウォーク・エンパイア 欲望の街（アーノルド・ロススタイン〈マイケル・スタールバーグ〉）
- ボーンキッカーズ 考古学調査班（グレゴリー〈ヒュー・ボネヴィル〉）
- ボストン・リーガル（アラン・ショア〈ジェームズ・スペイダー〉）
- ホット・ゾーン（ウェイド・カーター〈リーアム・カニンガム〉[151]）
- ホワイトチャペル2 終わりなき殺意（カジノグ）
- マッド・ドッグス（レックス〈マイケル・インペリオリ〉）
- ミディアム7 最終章（ジェレミー・ハリス〈クリスチャン・カマルゴ〉）
- 名探偵ポワロ 第三の女（アンドリュー・レスタリック〈ジェームズ・ウィルビー〉）
- 名探偵モンク1
- 名探偵モンク5（DVD版では6）
- THE MENTALIST メンタリストの捜査ファイル シーズン2、3（ウォルター・マッシュバーン）
- メントーズ 世界の偉人からのメッセージ（ロイ・ケイツ〈ジョーン・ジョンストン〉）
- ライ・トゥ・ミー 嘘は真実を語る（サンディ・バクスター、マイク・サリンジャー）
- ラスト・エージェント（サリヴァン、ヴィニー）
- レコニング 〜深淵をのぞく者〜（マイク・セラート〈エイデン・ヤング〉[152]）
- LEFTOVERS/残された世界（ケヴィン・ガーヴィ〈ジャスティン・セロー〉）
- レボリューション（ベン・マシスン〈ティム・ギニー〉）
- ROME［ローマ］（ティトゥス・プッロ〈レイ・スティーヴンソン〉）
- ロイヤル・スキャンダル 〜エリザベス女王の苦悩〜
- LOST シーズン3 - 6（リチャード・アルパート〈ネスター・カーボネル〉）
- 私はラブ・リーガル
  - シーズン3 #6（アラン・ロバーツ〈トニー・ゴールドウィン〉）
  - シーズン4 #12（ローレンス・ブランド〈ディラン・ウォルシュ〉）

#### アニメ
- スター・ウォーズ/クローン・ウォーズ（テレビシリーズ）（ベイル・オーガナ）
- スター・ウォーズ：テイルズ・オブ・ジェダイ（ベイル・オーガナ）
- スター・ウォーズ 反乱者たち（ベイル・オーガナ）
- スター・ウォーズ: ビジョンズ（ローニン）
- ハッピー フィート（メンフィス）
- バルト 新たなる旅立ち（バルト）
  - バルト 大空に向かって（バルト）
- ブーンドックス（ホワイト・シャドウ）
- ファンタスティック Mr.FOX（Mr.フォクシー・フォックス）
- ボンバッド・バウンティ
- アリスは何をすべきか知っています!（サイボーグViktimokさん）
- RWBY（ジェイムズ・アイアンウッド）
- LEGO スター・ウォーズ パダワン・メナス（ベイル・オーガナ、ジョージ・ルーカス）

### テレビドラマ
1984年
- 火曜サスペンス劇場「甦った演技」

1985年
- 真田太平記（迫小四郎）

1987年
- 三どしま

1989年
- さすらい刑事旅情編

1990年
- 大江戸捜査網 平成版第1シリーズ 第2話
- ばけまん

1992年
- 土曜ワイド劇場「上信越、湯煙り殺人ルート」（伊東進太郎）
- 大岡越前 第13部 第3話（清太郎）

1993年
- 美しき悪女の伝説 黒蜥蜴

1996年
- 大岡越前 第14部 / 第15部（1996年 - 1998年、同心・夏目甚八） - 2シリーズ

1997年
- 水戸黄門 第25部 第36話「狙われた放蕩息子 -新庄-」（清太郎）

1999年
- 水戸黄門 第27部 第18話（鷲神伸之介）
- はぐれ刑事純情派 第12作（上原良介）
- 土曜ワイド劇場「牟田刑事官事件ファイル27」

2000年
- NHK大河ドラマ「葵 徳川三代」（板倉重昌）
- はぐれ刑事純情派 第13作（時本雄二）
- 和久峻三サスペンス「弁護士芸者のお座敷事件簿」

2001年
- はぐれ刑事純情派 第14作（北野良介）

2002年
- 月曜ミステリー「陰の季節4 失踪」
- 弁護士高見沢響子（5）
- 火曜サスペンス劇場「親父」

2003年
- 忠臣蔵〜決断の時（菅谷半之丞）
- はぐれ刑事純情派　第16作（西岡清司）
- 幻の推理作家〜能登路殺人行!

2004年
- ぽっかや事件カルテ

2006年
- 芋たこなんきん（松岡哲太）

2007年
- 多摩南署たたき上げ刑事・近松丙吉 第1作「冷たい灼熱」

### 映画
- Wの悲劇（1984年）
- 未来への伝言（1990年、加藤）
- 福沢諭吉（1991年）
- きけ、わだつみの声 Last Friends（1995年）
- エイジアン・ブルー（1995年）
- 半落ち（2004年）
- バルトの楽園（2006年、国友）
- 忍たま乱太郎 夏休み宿題大作戦!の段（2013年、雑渡昆奈門の声）

### 特撮
1988年
- 仮面ライダーBLACK / BLACK RX（1988年 - 1989年、シャドームーンの声） - テレビシリーズ2作品 + 映画1作品

1990年
- 地球戦隊ファイブマン（コンドルギンの声）
- 特警ウインスペクター（竹田）

1991年
- 鳥人戦隊ジェットマン（龍見恭太郎）
- 特救指令ソルブレイン（クロスの声、高岡隆一）

1992年
- 真・仮面ライダー 序章（企業幹部、ラジオのアナウンサーの声）
- 恐竜戦隊ジュウレンジャー（守護獣サーベルタイガーの声、ドーラナルシスの声）
- 特捜エクシードラフト（ナレーター〈3代目〉）

1994年
- 仮面ライダーワールド（世紀王シャドームーンの声）
- ブルースワット（ゴールドプラチナムの声）

2001年
- 仮面ライダーアギト（司龍二）

2007年
- 仮面ライダー電王（2007年 - 2020年、キンタロスの声、シャドームーンの声） - テレビシリーズ + 映画・Vシネマほか13作品

2008年
- 劇場版 仮面ライダーキバ 魔界城の王（教師） - 友情出演

2009年
- 仮面ライダーディケイド（キンタロスの声、シャドームーンの声） - 1シリーズ + 劇場版

2012年
- 仮面ライダー×スーパー戦隊 スーパーヒーロー大戦（2012年 - 2017年、キンタロスの声、シャドームーンの声） - 3作品

2015年
- 烈車戦隊トッキュウジャーVSキョウリュウジャー THE MOVIE（創造主デビウスの声）
- 手裏剣戦隊ニンニンジャー（妖怪ヤマビコの声）

2017年
- 宇宙戦隊キュウレンジャー（ペガさんの声）

2018年
- 仮面ライダージオウ（2018年 - 2019年、キンタロスの声） - 1シリーズ + 劇場版

2019年
- 騎士竜戦隊リュウソウジャー（2019年 - 2020年、ティラミーゴの声） - 1シリーズ + 劇場版

2021年
- セイバー+ゼンカイジャー スーパーヒーロー戦記（キンタロスの声）
- TTFC産直シアター 仮面ライダーセイバー（シャドームーンの声）

2022年
- ウルトラギャラクシーファイト 運命の衝突（ウルトラマンチャックの声）

2023年
- ウルトラマンレグロス ファーストミッション（ウルトラマンチャックの声）

### オーディオブック
- 夢をかなえるゾウ3 ブラックガネーシャの教え（2015年）
- 嫌われる勇気 自己啓発の源流「アドラー」の教え（2019年、朗読）
- 幸せになる勇気 自己啓発の源流「アドラー」の教えII（2019年、朗読）

### 舞台
- アドルフに告ぐ（アドルフ・カウフマン）
- 大岡越前
- お気に召すまま（オーランド）
- 心・わが愛（私）
- 狐狸狐狸ばなし
- 付き馬屋おえん
- 夏の盛りの蝉のように
- ハムレット（ハムレット）
- 村岡伊平治伝（村岡伊平治）
- 第3回マウスプロモーション本公演「桜の田」
- 松竹特別公演狐狸狐狸ばなし
- MASKED RIDER LIVE&SHOW 〜十年祭〜（仮面ライダー電王 アックスフォームの声）
- マウスプロモーション50周年記念公演[164]

### CM
- 三井ダイレクト損保『セカンドライフ篇』（2021年）

### ナレーション
- 地球ドラマチック
- 東映特撮大図鑑 スーパープレミアムビデオ
- ビビッドレッド・オペレーション 放送直前スペシャル ビビッド! ナビ（2012年12月27日、毎日放送）
- 大岡越前（2013年3月 - 4月、NHK BSプレミアム）

### 同人ゲーム
- ハヴァナクシア（2021年、ジョド）

### 玩具
- COMPLETE SELECTION MODIFICATION DEN-O BELT & K-TAROS（2017年9月、玩具） - キンタロス 役
- 騎士竜戦隊リュウソウジャー リュウソウケン -MEMORIAL EDITION-（2020年9月）

### その他コンテンツ
- 世界が騒然！本当にあった（秘）衝撃ファイル　偽りの証言を暴けSP（2021年、声の出演）
- ボイスコミック『王立魔法学園の最下生』（2021年、ジェノス・ウィルザード[165]）

## 脚本
- COLLECTION DVD イマジンあにめ 2 第13話 モモタロスの花占い

## ディスコグラフィ

### キャラクターソング
| 発売日   | 商品名                                             | 歌 | 楽曲 | 備考                                                                                    |
| 2007年   | 2007年                                             | 2007年 | 2007年 | 2007年                                                                                  |
| -------- | -------------------------------------------------- | --- | --- | --------------------------------------------------------------------------------------- |
| 8月1日   | PERFECT-ACTION -DOUBLE-ACTION COMPLETE COLLECTION- | 野上良太郎（佐藤健）&キンタロス（てらそままさき） | 「Double-Action Ax form」 「Double-Action Ax form キンタロスセリフver.」 | 特撮ドラマ『仮面ライダー電王』挿入歌                                                    |
| 12月19日 | Climax Jump DEN-LINER form                         | モモタロス（関俊彦）・ウラタロス（遊佐浩二）・キンタロス（てらそままさき）・リュウタロス（鈴村健一） | 「Climax Jump DEN-LINER form」 「Climax Jump DEN-LINER form モモ、ウラ、キン、リュウ セリフver.」 「Climax Jump DEN-LINER form キンタロスセリフver.」 「Climax Jump "泣けるでぇ!" Ax re-Mix」 | 特撮ドラマ『仮面ライダー電王』オープニングテーマ                                        |
| 2008年   |                                                    | | |                                                                                         |
| 4月16日  | Double-Action CLIMAX form                          | モモタロス（関俊彦）・ウラタロス（遊佐浩二）・キンタロス（てらそままさき）・リュウタロス（鈴村健一）・デネブ（大塚芳忠）                                                                                   | 「Double-Action CLIMAX form」 | 映画『劇場版 仮面ライダー電王&キバ クライマックス刑事』主題歌                           |
| 10月1日  | いーじゃん!いーじゃん!スゲーじゃん!?               | キンタロス（てらそままさき） | 「Climax Jump Ax form」 「Climax Jump Ax form（キンタロスセリフVer.）」 | 特撮ドラマ『仮面ライダー電王』関連曲                                                    |
| 2009年   |                                                    | | |                                                                                         |
| 4月22日  | 超Climax Jump                                      | モモタロス（関俊彦）・ウラタロス（遊佐浩二）・キンタロス（てらそままさき）・リュウタロス（鈴村健一）・コハナ（松元環季）・ナオミ（秋山莉奈）・オーナー（石丸謙二郎）・幸太郎（桜田通）・テディ（小野大輔） | 「超 Climax Jump」 「超 Climax Jump 〜PARTY MIX〜」 | 映画『劇場版 超・仮面ライダー電王&ディケイド NEOジェネレーションズ 鬼ヶ島の戦艦』主題歌 |